# ترینیداد (بولیوی)
ترینیداد (به اسپانیایی: Trinidad) یک شهر در بولیوی است که در Cercado واقع شده‌است. ترینیداد ۲۷ کیلومتر مربع مساحت و ۱۰۱٬۲۹۳ نفر جمعیت دارد و ۱۳۰ متر بالاتر از سطح دریا واقع شده‌است.

## نگارخانه

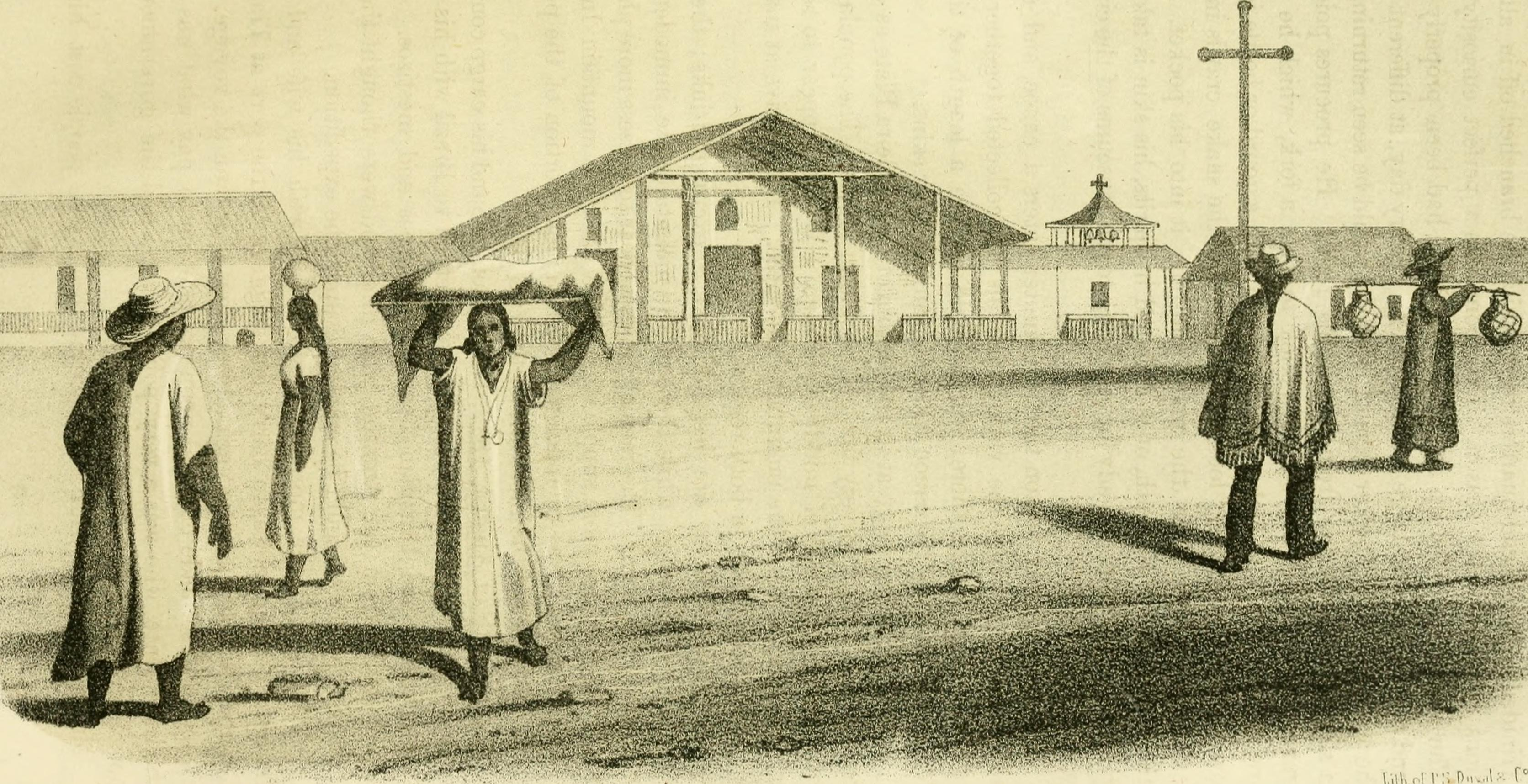
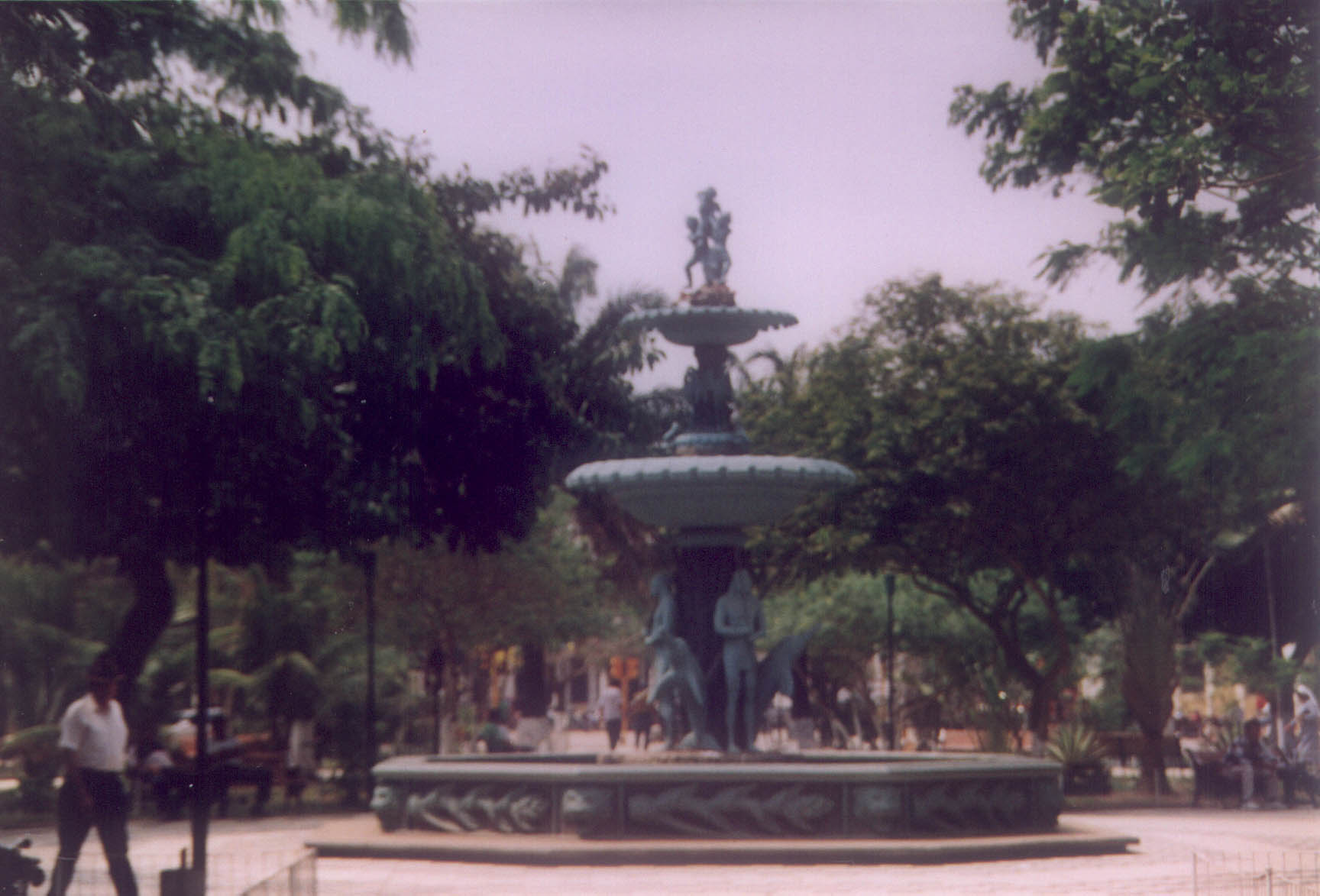
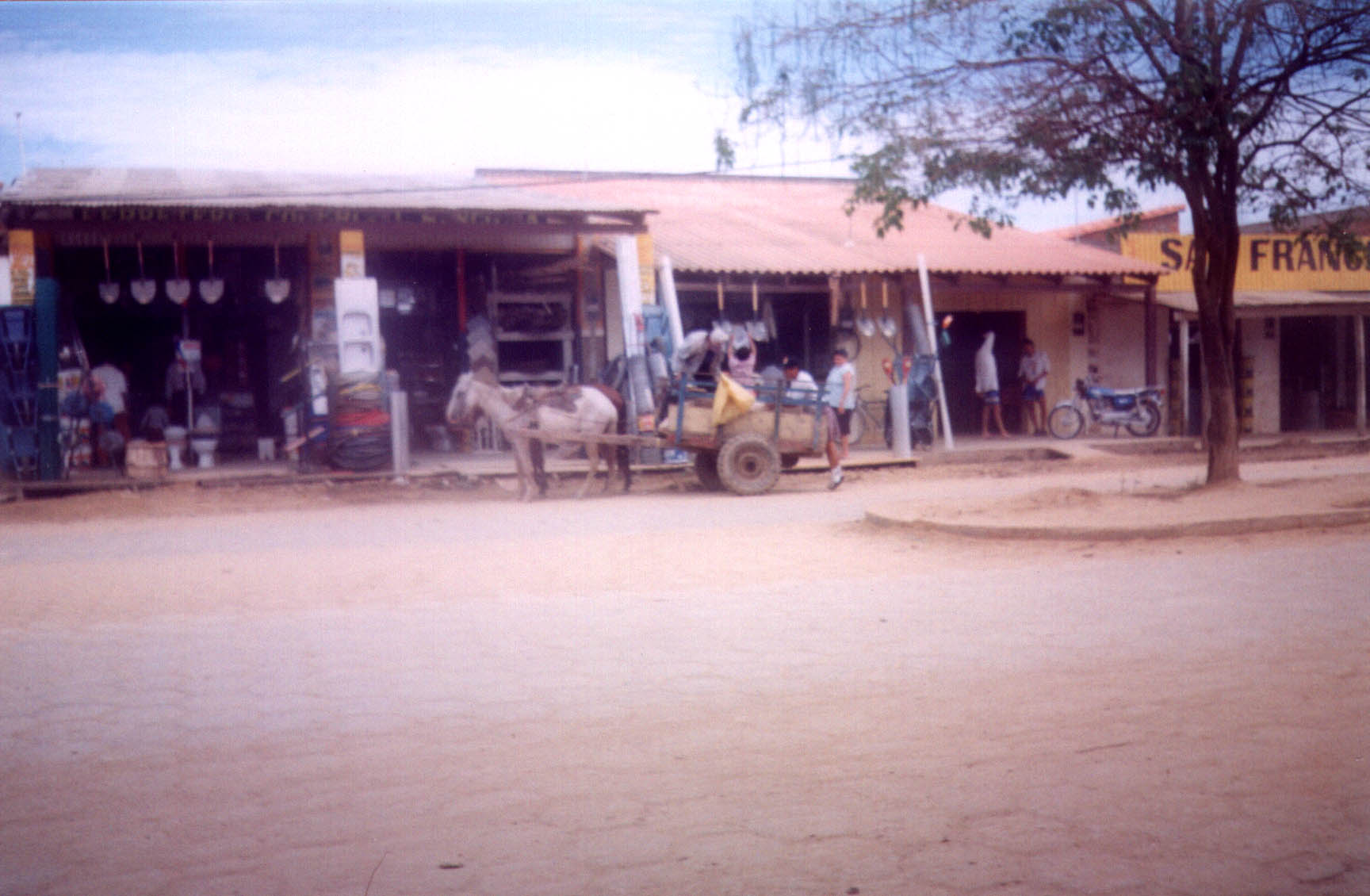
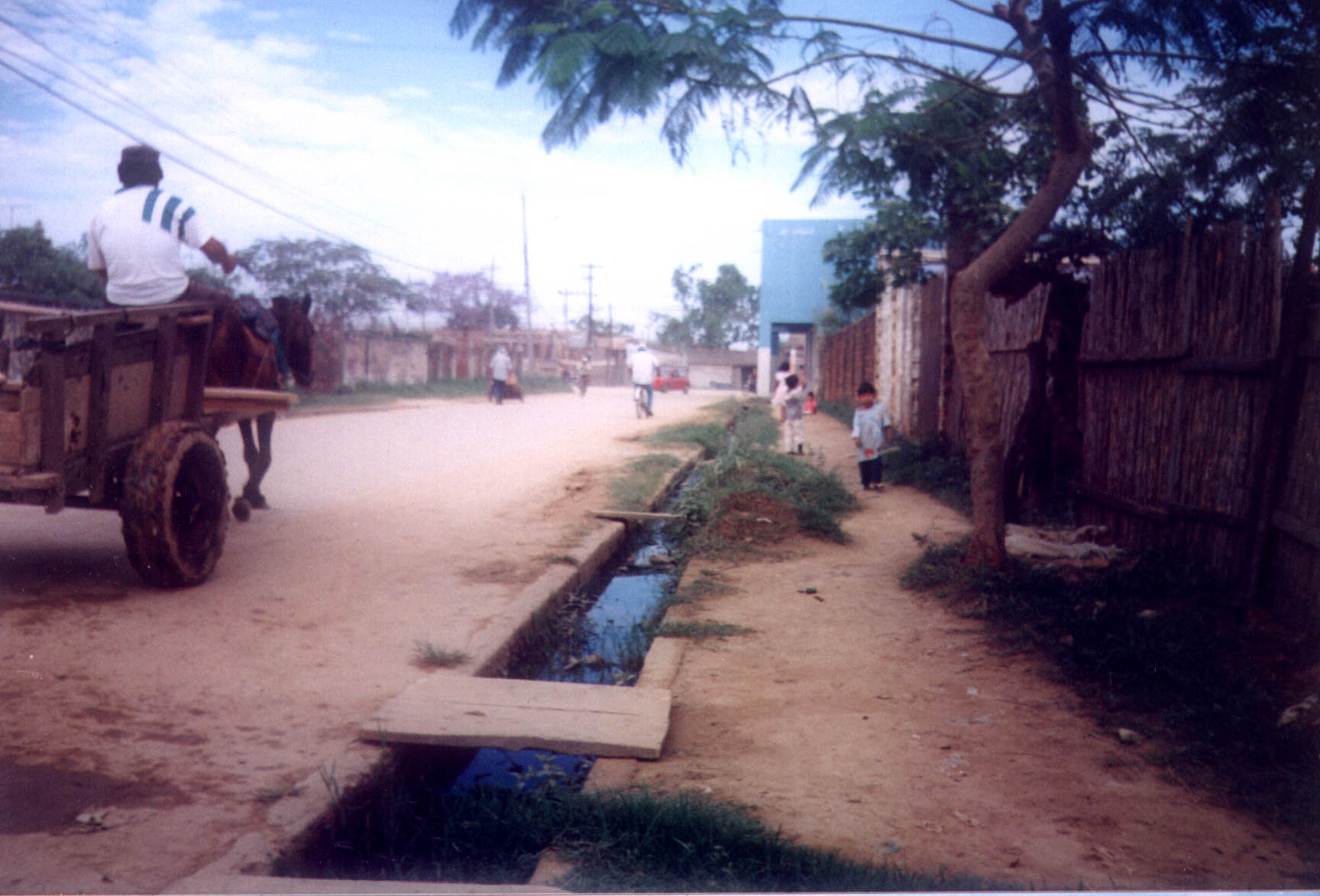
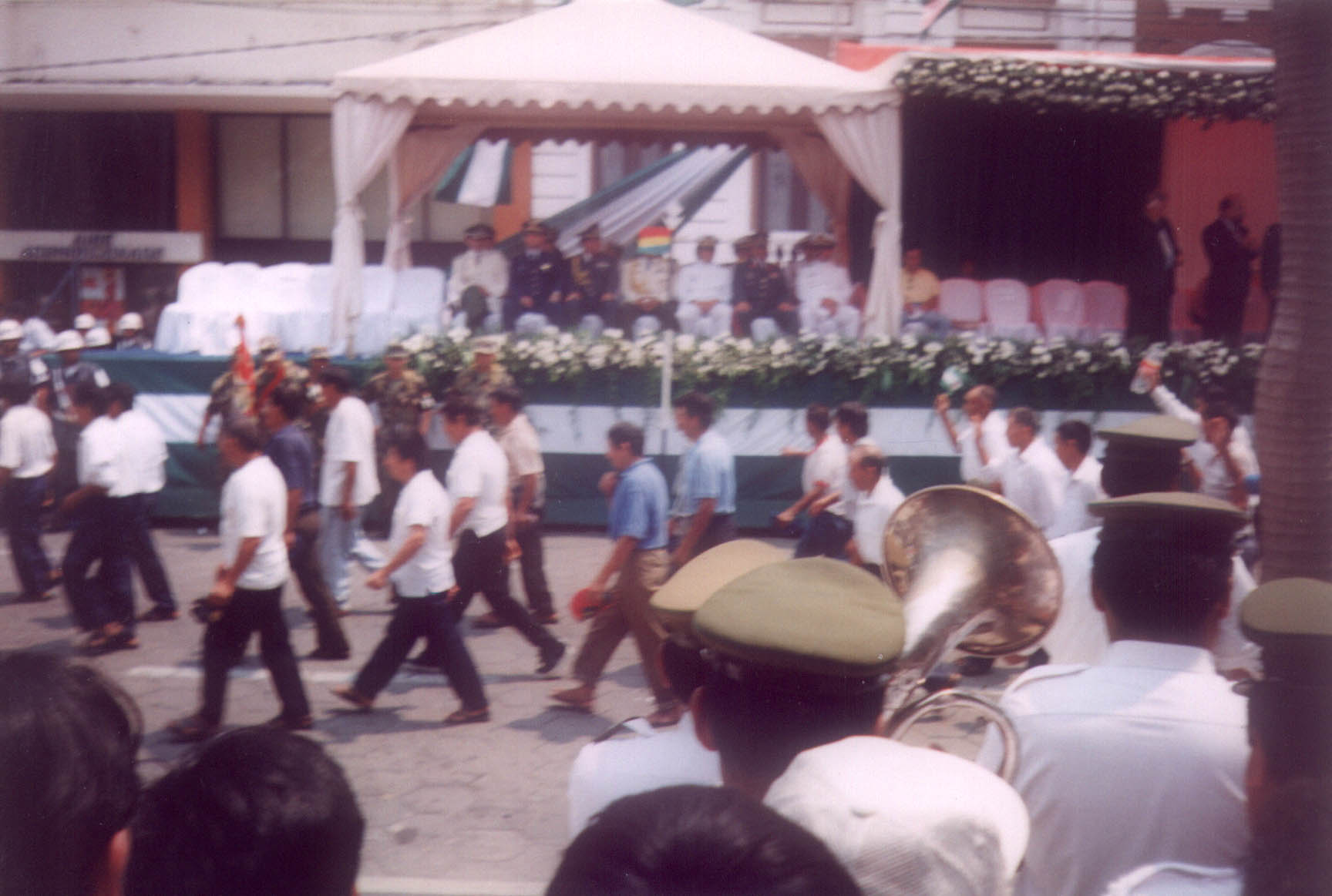
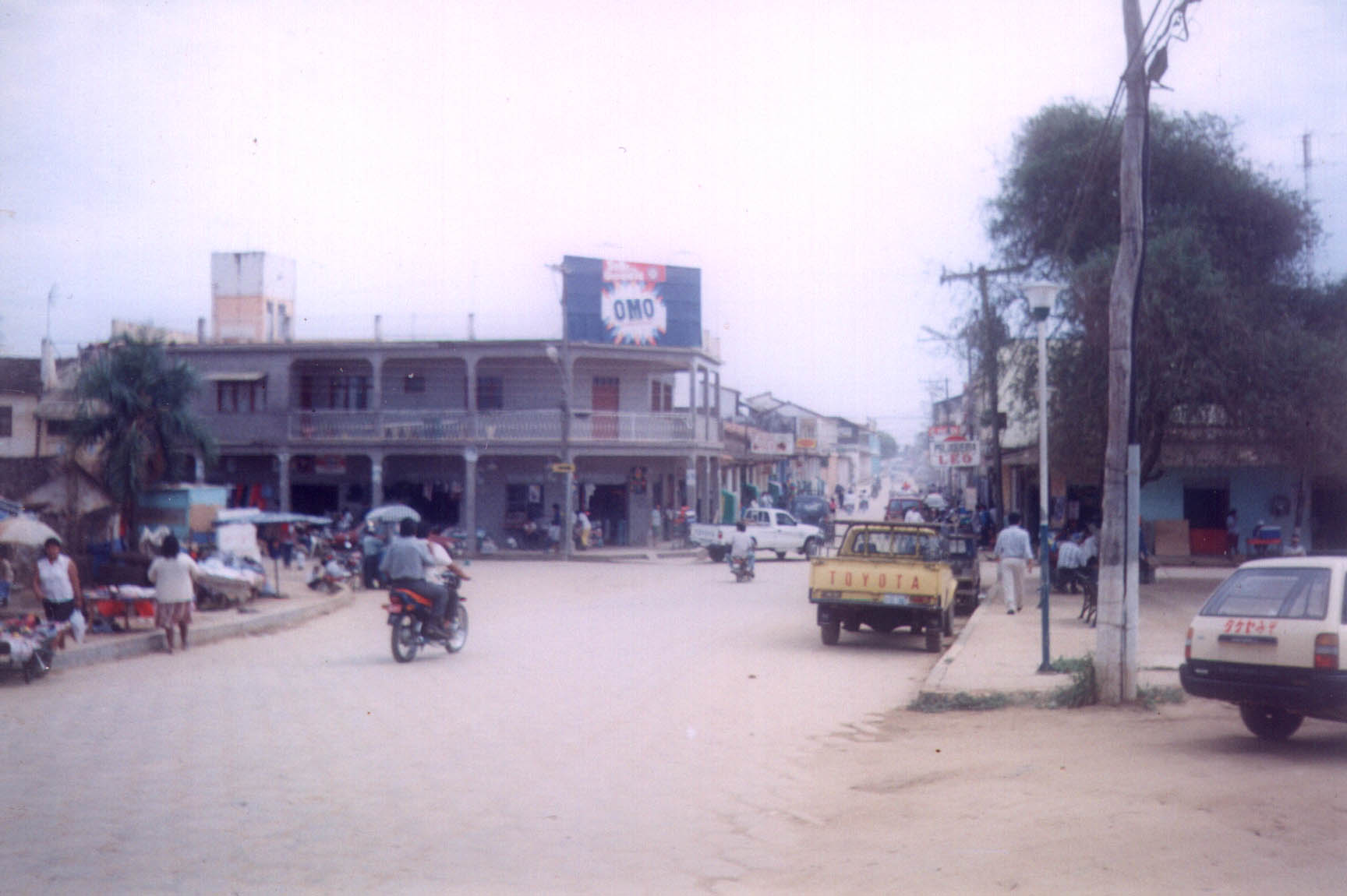
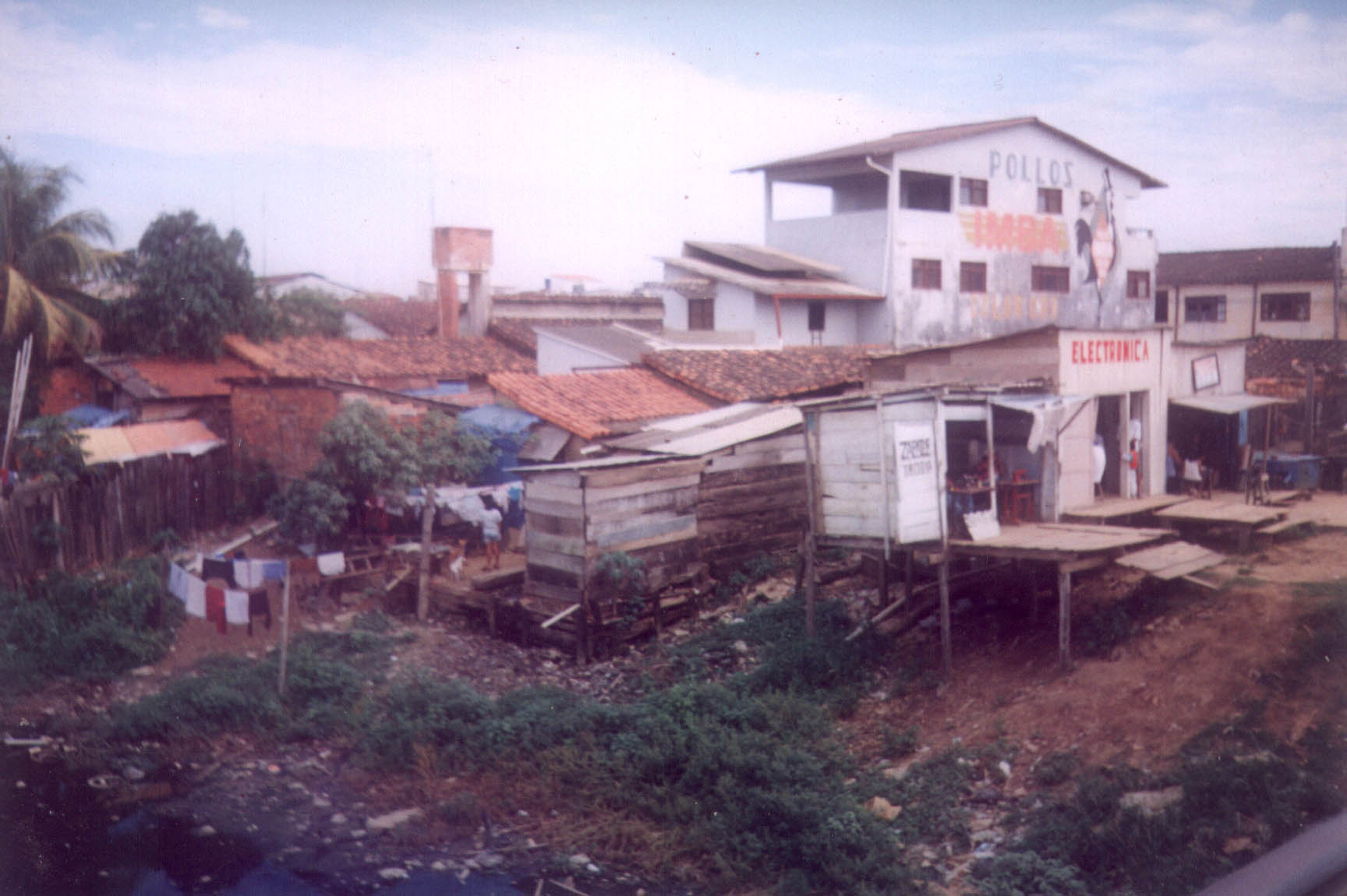
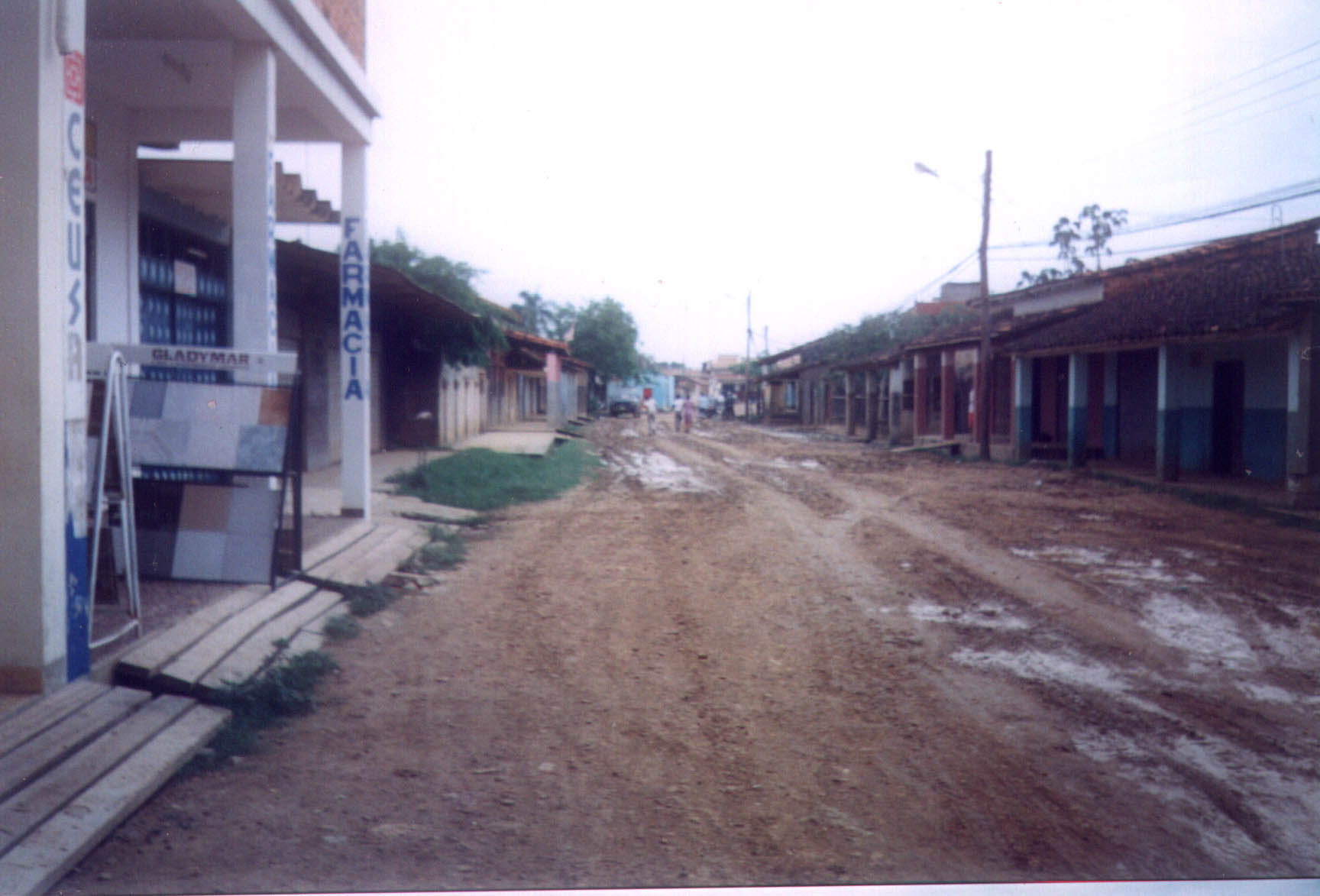
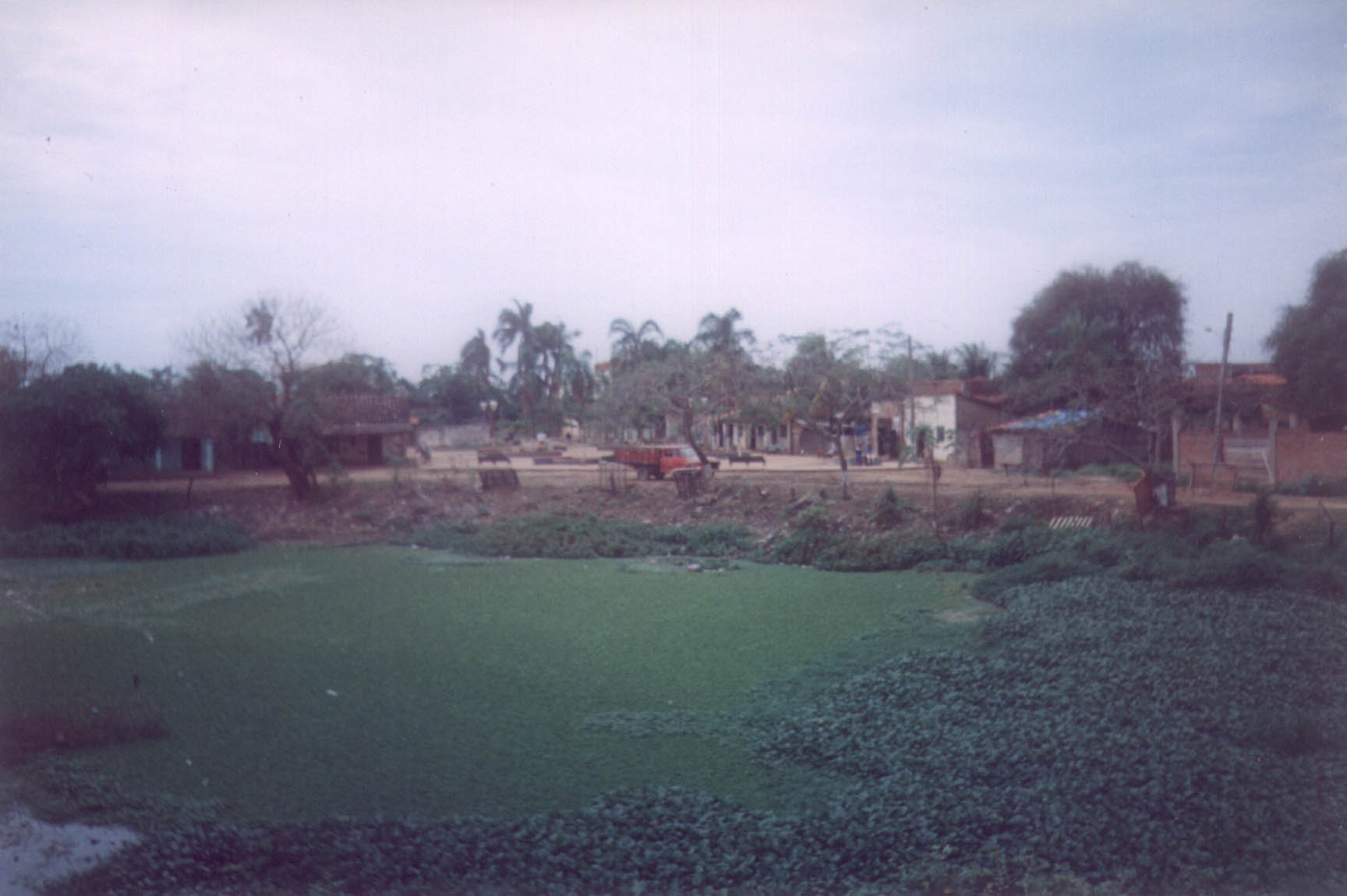